# Ievheni Txerepovski
Ievheni Txerepovski   (Khàrkiv, 17 d'octubre de 1934 - Lviv, 12 de juliol de 1994) va ser un tirador d'esgrima ucraïnès, especialista en sabre, que va competir sota bandera de la Unió Soviètica durant les dècades de 1950 i 1960.
El 1956 va prendre part en els Jocs Olímpics d'Estiu de Melbourne, on disputà dues proves del programa d'esgrima. Guanyà la medalla de bronze en la prova de sabre per equips, mentre en la de sabre individual quedà eliminat en semifinals. Quatre anys més tard, als Jocs de Roma, quedà eliminat en quarts de final en la prova de sabre per equips.
En el seu palmarès també destaquen quatre medalles al Campionat del món d'esgrima, dues de plata i dues de bronze, entre les edicions de 1955 i 1961.